# هالوک لونت

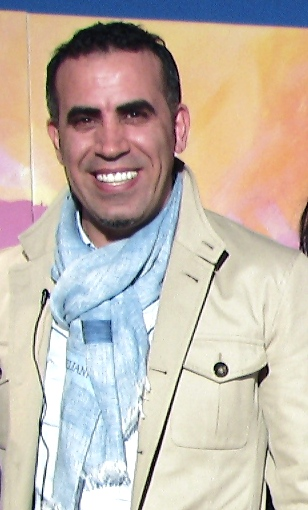

هالوک لونت (به ترکی استانبولی: Haluk Levent) از خوانندگان سبک راک ترکیه است.
هالوک لونت در ۲۶ نوامبر ۱۹۶۸ در آدانا متولد شده‌است.

## آلبوم‌ها
- ۱۹۹۳ Yollarda (در راه‌ها)
- ۱۹۹۵ Bir Gece Vakti (یک وقت شب)
- ۱۹۹۶ Arkadaş (رفیق)
- ۱۹۹۷ Mektup (نامه)
- ۱۹۹۸ Yine Ayrılık (بازهم جدایی)
- ۱۹۹۹ www.Leyla.com
- ۲۰۰۱ Kral Çıplak
- ۲۰۰۲ Bir Erkeğin Günlüğü (مزد یک مرد)
- ۲۰۰۳ Türkiye Türnesi ۲۰۰۳
- ۲۰۰۴ Aç Pencerini (پنجره را بگشا)
- ۲۰۰۵ Annemin Türküleri (ترانه‌های مادرم)
- ۲۰۰۶ Akşam Üstü (عصر)
- 2010 KARAGOZ VE HACIVET